# Lechquellengebirge

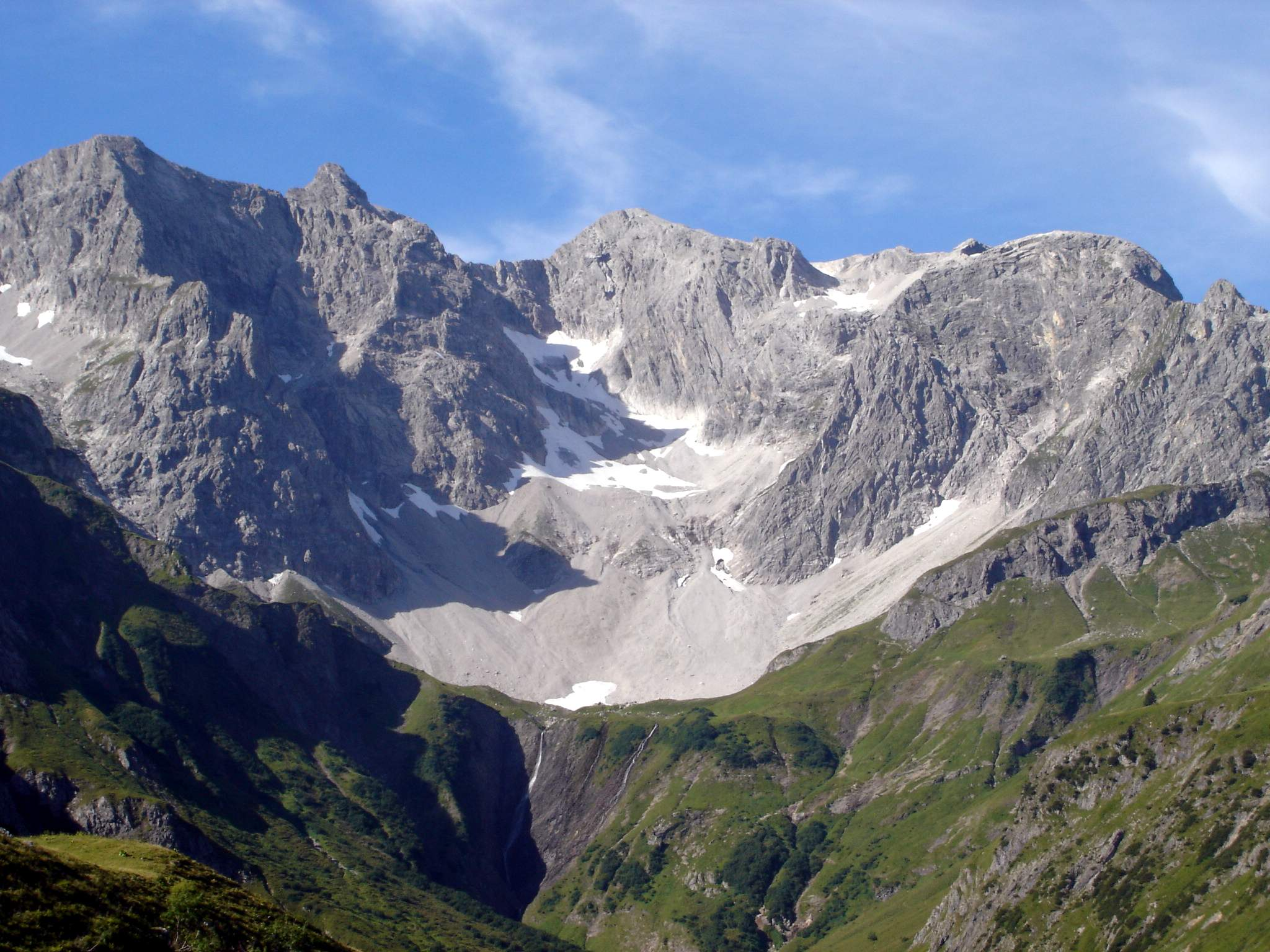
Braunarlspitze

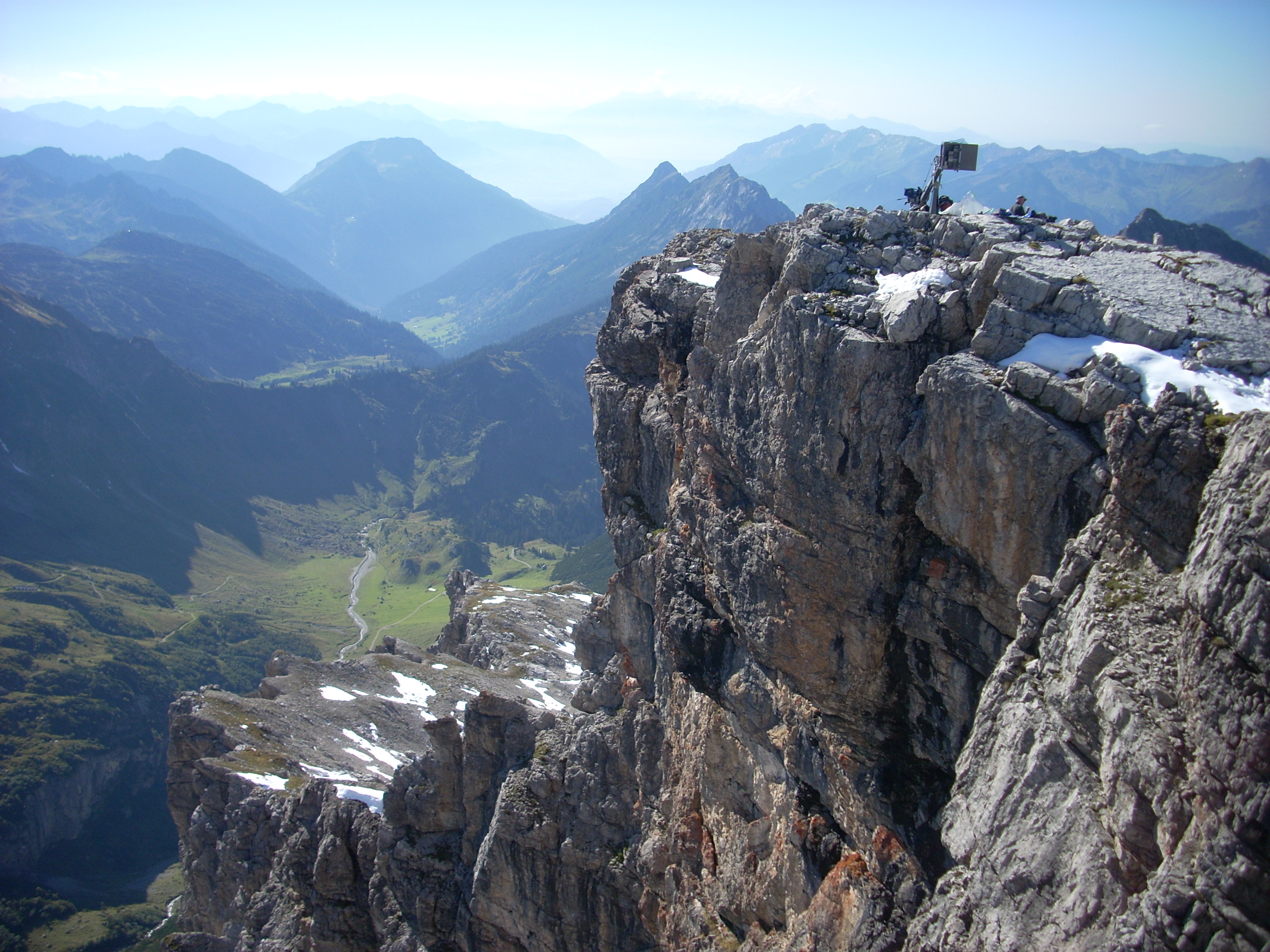
Widok na Lechquellengebirge z Misthaufen

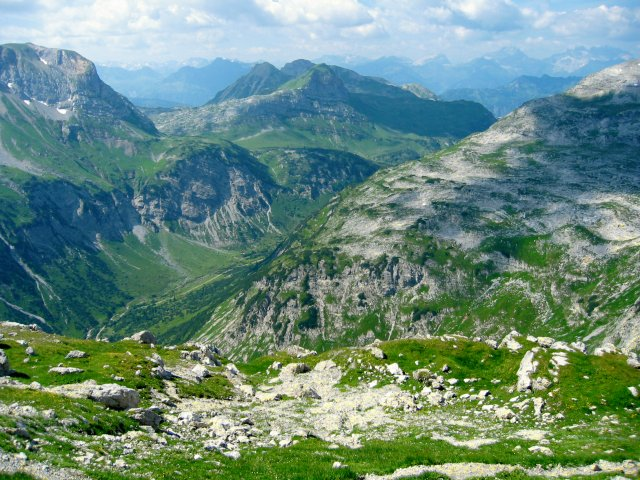
Dolina Lechtal

Lechquellengebirge – pasmo górskie, część Alp Bawarskich, w Północnych Alpach Wapiennych. Leży w Austrii, w kraju związkowym Vorarlberg. Najwyższym szczytem pasma jest Große Wildgrubenspitze, który osiąga 2753 m. Okolica jest słabo zaludniona; największe miasta w okolicy to Landeck w kraju związkowym Tyrol i Oberstdorf w Niemczech. Nazwa pasma oznacza "Góry źródła Lechu". Lech to rzeka, która bierz swe początki właśnie w tym paśmie.
Lechquellengebirge graniczy z: Lasem Bregenckim na północnym zachodzie, Alpami Algawskimi na północnym wschodzie, Alpami Lechtalskimi na wschodzie, Verwallgruppe na południowym wschodzie oraz z pasmem Rätikon na południowym zachodzie.
Najwyższe szczyty:
- Große Wildgrubenspitze (2753 m),
- Rote Wand (2704 m),
- Großer Grätlisgrat (2702 m),
- Mittlere Wildgrubenspitze (2696 m),
- Rote Wand (2688 m),
- Nadel (2685 m),
- Spuller Schafberg (2679 m),
- Roggalspitze (2672 m),
- Wasenspitze (2665 m),
- Braunarlspitze (2649 m),
- Hochlicht (2600 m),
- Mohnenfluh (2542 m),
- Karhorn (2416 m),
- Zitterklapfen (2403 m).

Schroniska:
- Biberacher Hütte 1842 m,
- Frassen-Hütte 1725 m,
- Freiburger Hütte 1931 m,
- Göppinger Hütte 2245 m,
- Ravensburger Hütte 1948 m.